# Parafia Narodzenia Najświętszej Maryi Panny w Stryju
Parafia Narodzenia Najświętszej Maryi Panny w Stryju – rzymskokatolicka parafia znajdująca się w Stryju, w archidiecezji lwowskiej w dekanacie Stryj, na Ukrainie.

## Historia
Parafia erygowana w 1350. Obecny kościół parafialny powstał w 1427, później odbudowywany po pożarach i rozbudowywany.
Początkowo parafia należała do diecezji przemyskiej, następnie przeszła pod zarząd arcybiskupów halickich do 1398, kiedy to biskup krakowski Piotr Wysz z polecenia papieża Bonifacego IX rozgraniczył obie diecezję, w wyniku czego stryjska parafia powróciła do diecezji przemyskiej. W 1787 przeszła do archidiecezji lwowskiej.
Dawniej do parafii należały również kościoły:
- pw. św. Marii Magdaleny – z XVI w., od XVII w. do kasaty józefińskiej franciszkański, następnie greckokatolicki (z wyjątkiem lat 1945 – 1990, gdy należał do Cerkwi prawosławnej)
- pw. św. Józefa (kościół kolejowy) – z 1910, początkowo  zgromadzenie zakonne serafitek, w 1946 zamknięty przez komunistów[wymaga doprecyzowania], od 1999 cerkiew prawosławna

W czasach sowieckich parafia funkcjonowała.